# Élections locales écossaises de 2003 à East Dunbartonshire
Pour un article plus général, voir Élections locales écossaises de 2003.

Les élections locales écossaises de 2003 à East Dunbartonshire se sont tenues le 1er mai 2003.

## Composition du conseil
Majorité absolue : 13 sièges
| Parti               | Sièges  |
| ------------------- | ------- |
| Libéraux-démocrates | 12 / 24 |
| Travailliste        | 9 / 24  |
| Conservateur        | 3 / 24  |